# Campus Macdonald
Pour les articles homonymes, voir Macdonald.

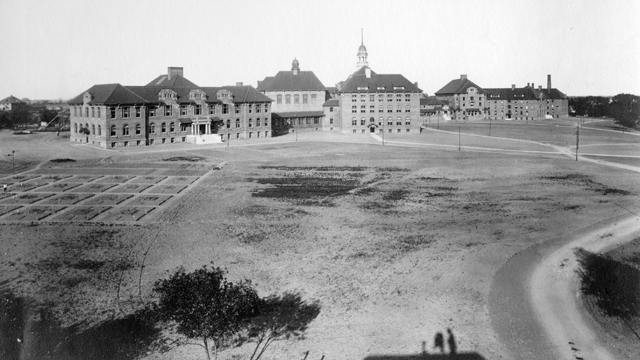
Les édifices de chimie, physique et le Assembly Hall, en 1906

Le campus Macdonald est un campus de l'Université McGill, situé à Sainte-Anne-de-Bellevue, au Québec.
On y retrouve les facultés de McGill reliées aux sciences de l'agriculture et de l'alimentation, ainsi que le seul programme collégial de l'Université McGill : le FMT (Farm Management and Technologies) ou GEEA en français.
On y retrouve aussi l'Arboretum Morgan et Collège John Abbott.

## Histoire
La construction a commencé en 1905 et l'école a ouvert ses portes aux étudiants en 1907 sous le nom de Collège Macdonald de l'Université McGill. Planifié et financé entièrement par Sir William Macdonald , qui a également fourni une dotation de fonctionnement de 2 millions de dollars, il a été conçu par les architectes Alexander Cowper Hutchison et George W. Wood .

## McGill
- Centennial Centre, 
 Au sous-sol est le second insectarium en importance au Canada 
 Au rez-de-chaussée, il y a 3 salles de classe ainsi que les services aux étudiants 
 Au second étage il y a deux salles de classe, la cafétéria, le ballroom (grande salle où ont lieu les examens de fin de session et les grands événements du campus)
- Laird Hall, 
 Résidence des étudiants de McGill sur le campus (il est aussi utilisé par certains étudiants de John Abbott)
- Barton Building, 
 L'édifice contient notamment la bibliothèque du campus et quelques classes en dessous de la bibliothèque.
- Raymond Building
- La ferme du campus 
 La ferme est composée de plusieurs bâtiments dont un poulailler, une porcherie et une ferme laitière pour les édifices de production. C'est d'ailleurs la seule ferme laitière encore en activité sur l'ile de Montréal
- Observatoire radar J.S. Marshall
- Station de recherche sur les semences (Le centre de recherche Emile A. Lods)

## John Abbott
- Herzberg,
- Hochelaga,
- Penfield,
- Casgrain,
- Stewart, etc.